# Delfín Prats
Delfín Prats Pupo es un poeta cubano. Nació en Holguín, el 14 de diciembre de 1945. Estudió Filología y Lenguas Rusas en la Universidad Lomonosov de Moscú, en la antigua Unión Soviética. Por muchos años fue traductor de ruso. En 1968 su poemario Lenguaje de mudos ganó el Premio David de la Unión de Escritores y Artistas de Cuba (UNEAC). Sin embargo, la obra fue censurada y el libro, convertido en pulpa. Prats volvió a publicar en Cuba en 1987 cuando apareció Para festejar el ascenso de Ícaro, que ganó el Premio Nacional de la Crítica. Otros poemarios suyos son: El esplendor y el caos y Aguas. Cuenta con una obra dotada de un estilo que sobresale por la fineza y sensualidad, emplea la metáfora de una manera singular, maneja hechos, personajes mitológicos y leyendas universales desde una nueva perspectiva. Fue merecedor del Premio Nacional de Literatura en 2022, considerado el más importante galardón de las letras cubanas. La crítica literaria dentro y fuera de Cuba consideran que su obra se inscribe en un lugar cimero de la literatura cubana y del Caribe.

## Obras
- Lenguaje de mudos (ganó el premio David de la Unión de Escritores y Artistas de Cuba (UNEAC)).
- Para festejar el ascenso de Ícaro (Editorial Letras Cubanas, 1987).
- Cinco envíos a arboleda (Ediciones Holguín, 1991).
- Abrirse las constelaciones (Ediciones Unión, 1994).
- Lírica amatoria (Ediciones Holguín, 1994).
- El esplendor y el caos (Ediciones Holguín 2002).
- Striptease y eclipse de las almas. (Ed. La Luz, 2006).
- Exilio transitorio (Ed. Mantis Editores, 2009).

### Antologías y Poemarios
- La isla entera (Madrid, 1995).
- La isla poética (Edición Bilingüe, La Habana, 1998).
- Panorama de la poesía cubana. Siglo XX (La Habana, 1999).

### Premios y reconocimientos
- Premio David de la Unión de Escritores y Artistas de Cuba (UNEAC). Lenguaje de mudos.
- Premio Nacional de la Crítica. Para festejar el ascenso de Ícaro.
- Aldabón de La Periquera.
- Distinción por la Cultura Nacional.
- Premio Maestro de Juventudes, 2009; máximo galardón que entrega la Asociación Hermanos Saíz (AHS) a personalidades que constituyen ejemplos para las jóvenes generaciones.
- Premio Nacional de Literatura 2022, considerado el más importante galardón literario de las letras cubanas.

- Datos: Q5801779